# Västre-Görjetjärnen
Västre-Görjetjärnen är en sjö i Norsjö kommun i Västerbotten och ingår i Skellefteälvens huvudavrinningsområde.